# Géraud Poumarède
Géraud Poumarède, né le 22 juin 1970, est un historien moderniste français, professeur à Sorbonne Université depuis 2024.

## Biographie
Ancien élève de l'École normale supérieure de la rue d’Ulm (1991-1996) et de l'École française de Rome (1999-2002), Géraud Poumarède soutient un doctorat d'histoire moderne en 2003, intitulé «Venise, la France et le Levant (vers 1520-vers 1720)», et une habilitation à diriger des recherches en 2008.
Il a enseigné à l’Université de Paris XII Val-de-Marne entre 1996 et 1999, et à l’Université Paris IV-Sorbonne de 2002 à 2006. En 2006, il est nommé directeur des études d’histoire du campus Paris-Sorbonne Abu Dhabi. De 2009 à 2024, il est professeur d’histoire moderne à l'Université Bordeaux Montaigne. Depuis la rentrée de septembre 2024, il est Professeur d'Histoire moderne à Sorbonne Université.
Géraud Poumarède dirige le département d'histoire de l'Université Bordeaux 3 de 2010 à 2012, puis de 2018 à 2021, ainsi que la section d’histoire moderne de cette même université de 2012 à 2014. Il est aussi membre élu du CEVU (Conseil des Études et de la Vie Universitaire) depuis 2012, membre du CEMMC, membre du Conseil scientifique du CEMMC, co-responsable de l’Axe « Pouvoirs » du CEMMC, puis co-directeur de ce centre de recherches de 2021 à 2024. Il crée en 2015 le Parcours Géopolitique et Relations internationales du Master Histoire de Bordeaux Montaigne qu'il dirige jusqu'en 2024, il est enfin cofondateur avec Lucien Bély du séminaire de recherche et d’études doctorales en histoire des relations internationales dans les mondes modernes et co-responsable avec Marie-Bernadette Dufourcet du projet Région Aquitaine ALFRES (Alliances de France et Espagne).
En 2005, son ouvrage "Pour en finir avec la Croisade" est distingué par le Prix Charles Lyon-Caen, de l'Académie des Sciences Morales et Politiques. 
En 2021, il reçoit pour son ouvrage L’Empire de Venise et les Turcs, XVIe – XVIIe siècles le Prix Bordin de l’Académie des Inscriptions et Belles-Lettres et le Prix Madeleine-Laurain-Portemer de l'académie des sciences morales et politiques.

## Télévision
En 2017, il participe à l'émission Secrets d'Histoire consacrée à Moulay Ismaïl, intitulée Moulay Ismaïl : le Roi-Soleil des mille et une nuits, diffusée le 20 juillet 2017 sur France 2.

## Thèmes de recherches
- Histoire des relations entre l’Europe et l’Empire ottoman (XVIe – XVIIIe siècle)[8]
- Histoire de la Méditerranée à l’époque moderne (XVIe – XVIIIe siècle)[8]
- Histoire des relations internationales dans les mondes modernes (XVIe – XVIIIe siècle)[8]

## Publications
- Deux têtes pour une couronne : La rivalité entre la Savoie et Venise pour le titre royal de Chypre au temps de Christine de France dans Dix-septième siècle 2014/1 (no 262).
- Pour en finir avec la Croisade, mythes et réalités de la lutte contre les Turcs au XVIe et XVIIe siècles, Paris, Presses universitaires de France, 2009 (Quadrige).
- Mazarin, marieur de l'Europe. Stratégies familiales, enjeux dynastiques et géopolitique au milieu du XVIIe siècle, dans Dix-septième siècle 2009/2 (no 243).
- Venise et la défense de ses territoires d'outre-mer, XVIe – XVIIe siècles, dans Dix-septième siècle 2005/4 (no 229).
- Avec Yann Le Bohec, Rome, Paris, Presses universitaires de France, 2008.
- Avec Lucien Bély, L'incident diplomatique (XVIe – XVIIIe siècle), Paris, Presses universitaires de France, 2010.
- Avec Michel Figeac, Olivier Chaline, Philippe Jansen et Jérémie Kœring, Le prince et les arts en France et en Italie, XIVe - XVIIIe siècles : Capes Masters, Paris, SEDES, 2010.
- L’Empire de Venise et les Turcs, XVIe – XVIIe siècles, Paris, Classiques Garnier, coll. « Histoire des Temps modernes » (no 7), 10 novembre 2020, 740 p. (ISBN 978-2-406-10327-1, ISSN 2276-2582, DOI 10.15122/isbn.978-2-406-10329-5, présentation en ligne)- Prix Bordin (orientalisme) 2021 de l’Académie des inscriptions et belles-lettres
- Prix Madeleine-Laurain-Portemer 2021 de l'Académie des sciences morales et politiques.